# 김제공항
김제공항(金堤空港)은 전북특별자치도 김제시에 지으려고 계획되었다가 취소된 공항이다.

## 역사
1998년에 건설교통부는 김제시 공덕면 공덕리와 백산면 조종리 일대에 길이 1800m×폭 45m의 활주로 1개와 보잉 737급 여객기 3대가 이용할 수 있는 계류장을 갖춘 공항을 2007년까지 완공한다는 계획을 수립하였다. 이에 따라 2002년부터 부지 매입이 시작되고 건설사가 선정되었고, 1999년부터 2005년까지 전체 사업비 1,474억 원 중 부지매입비 396억 원을 포함한 총 480억 원이 투입되었다. 
그러나 전라북도 내 시민단체들과 지역 주민들은 '지역민의 의사를 묻지 않고 정치권의 이해에 따라 추진된 혈세 낭비 공항'이라는 비판을 제기하며 공항 건설 반대 운동을 벌였고, 감사원이 2003년 9월에 "수요가 과다 예측됐다"며 공사 중단을 요구하여 2005년 이후로 공사가 중단되고 결국 2008년 7월에 공항 건설 계획은 취소되었다.

## 현황
정부는 김제공항 계획을 취소하는 대신 군산공항의 기존 활주로에서 서쪽으로 1310 m를 이격해 기존 활주로와 독립된 길이 2500 m의 활주로를 건설하는 방식으로 민간공항(이른바 '새만금 국제공항')을 짓기로 하였다.
정부에서 매입한 김제공항 부지는 공사 중단 후 17년간 별다른 활용 방안이나 대책 없이 방치되어 주민들에게 여러 환경 피해를 입히다가 2022년 11월 30일에 공항부지 용도 폐지가 확정되어 새로운 활용 방안이 논의되고 있다.